# Nova banka Banja Luka
Nova banka Banja Luka (code BLSE : NOVB-R-A) est une banque bosnienne qui a son siège social à Banja Luka, la capitale de la république serbe de Bosnie. Elle figure parmi les entreprises entrant dans la composition du BIRS, l'indice principal de la Bourse de Banja Luka.

## Histoire
Le principal actionnaire de la banque est Poteza Adriatic Fund BV Amsterdam.

## Activités
Nova banka Banja Luka propose des services financiers aux particuliers et aux entreprises : comptes courants, chéquiers, cartes de paiement, épargne, crédits à court et long terme, ainsi que des services de banque en ligne, etc. Elle assure également des fonctions de courtage, notamment par l'intermédiaire de sa filiale Broker Nova. La banque opère à travers un réseau de 11 bureaux locaux, à Banja Luka, Bijeljina, Doboj, Brčko, Istočno Sarajevo, Sarajevo, Zvornik, Trebinje, Foča, Ljubuški et Tuzla.

## Données boursières
Le 12 mars 2010, l'action de Nova banka Banja Luka valait 1 251 BAM (marks convertibles), soit 640 EUR.